# اقتصاد معیشتی
اقتصاد معیشتی یا اقتصاد کفاف، را می‌توان به این صورت تعریف کرد که یک نظام اقتصادی با واحدهای اجتماعی ساده، این واحدها ممکن است خانوارها یا جوامع دهقانی باشند.
در اقتصاد معیشتی:
- فقط نیازهای ضروری زندگی تأمین می‌شود.
- واحدهای اجتماعی بخش عظیمی از کالاهای مصرفی خود را خود تولید می‌کنند. (خودکفایی)
- این اصطلاح را در ارتباط با جوامع روستایی به کار می‌برند و همچنین برای معرفی اقتصاد جوامع ابتدایی شکارگر و گردآورندهٔ خوراک نیز غالباً از اصطلاح اقتصاد معیشتی استفاده می‌شود.